# Kaori Yuki
Kaori Yuki (由貴 香織里), född 18 december (okänt årtal), är pseudonym för en japansk mangaka; mangatecknare. 
Kaori Yuki föddes i Tokyo, Japan. Hon började teckna mycket tidigt och debuterade professionellt 1987 i tidningen Bessatsu Hana to Yume. Hon betraktas som en mästare inom den så kallade gotiska genren. Kaori Yuki är en mycket privat person varför inte mycket är känt om henne. Hennes manga Godchild har översatts till svenska och givits ut av Bonnier Carlsen.

## Verk

### Manga
- Parfum Extrait 0 - 1 volym
- Angel Sanctuary - 20 volymer
- Blood Hound - 1 volym
- Boy's Next Door - 1 volym
- The Earl Cain Series
  - The Forgotten Juliet - 1 volym
  - The Sound of a Boy Hatching - 1 volym
  - Kafka - 1 volym
  - The Seal of the Red Ram - 2 volymer
  - God Child - 8 volymer
- Cruel Fairytales - 1 volym
- Fairy Cube - 3 volymer
- Gravel Kingdom - 1 volym
- Kaine - 1 volym
- Ludwig Revolution 4 volymer
- Screw - 1 volym
- Devil Inside - 1 volym
- Die
- Psycho Knocker
- Camelot Garden
- Grand Guignol Orchestra - 5 volymer
- Demon From a Foreign Land (Iiki no Ki)  - 6 volymer

### Konstböcker
- Angel Cage (1997)
- Lost Angel (2000)
- Angelic Voice (Postcard Book) (1999)